# U-979
Unterseeboot 979 foi um submarino alemão do Tipo VIIC, pertencente a Kriegsmarine que atuou durante a Segunda Guerra Mundial.
O U-979 esteve em operação entre os anos de 1943 e 1945, realizando neste período 3 patrulhas de guerra, nas quais afundou um navio e danificou outras duas.
Foram abertos buracos em seu casco para que afundasse no dia 24 de maio de 1945.

## Comandantes
| Comandante                | Data                                    |
| ------------------------- | --------------------------------------- |
| Kptlt. Johannes Meermeier | 20 de maio de 1943 - 24 de maio de 1945 |

## Subordinação
Durante o seu tempo de serviço, esteve subordinado às seguintes flotilhas:
| Período                                     | Flotilha                  |
| ------------------------------------------- | ------------------------- |
| 20 de maio de 1943 - 31 de julho de 1944    | 5. Unterseebootsflottille |
| 1 de agosto de 1944 - 14 de outubro de 1944 | 9. Unterseebootsflottille |